# Crkva Sv. Križa u Subotici
Crkva Sv. Križa u Subotici je bila kapela u Subotici, a danas je crkva. Dala ju je podići plemkinja iz redova subotičkih Hrvata, dobrotvorka i humanitarka, Marija Vojnić Tošinica. Sjedište je župe Sv. Križa u Subotici, dekanata Stari Grad. Bogoslužni jezik u ovoj crkvi je hrvatski i mađarski. Matice se u ovoj župi vode od 1941. godine. Župnik je Oszkár Csizmár.
Sagrađena je 1896. kao zadužbina gospođe Marije Vojnić Tošinice.  Crkva je 21 m duga, a 11,4 m široka. Srednji je brod visok 6 m, a toranj je visok 25 m. Ima dva zvona. 
Nalazi se na uglu ulica 27. marta i Ferenca Szépa (pored Pravoslavnog groblja, blizu Dudove šume) (46° 6' 35.7366" sjeverne zemljopisne širine, 19° 39' 31.5642" istočne zemljopisne širine). Preživjela je bombardiranje Subotice 1944. te socijalističke zahvate 1950-ih i 1960-ih kad je srušen velik dio zadužbine Marije Vojnić Tošinice. Opstala je do danas. 
U kripti ispod crkve nalazi se Marijino posljednje počivalište i posljednje počivalište njenih najbližih srodnika. Po njenu nalogu iz oporuke, s Bajskog su groblja preneseni ostatci njenih roditelja, braće i sestara (ako u svome životu sama ne stigne to napraviti), te je izrazila želju da se ondje pokopaju njeni posmrtni ostatci i njena supruga Teodora, umrlog 1893. godine. Prema istraživanjima povjesničara Mirka Grlice, plan za tu kapelu projektirao je građevinski inženjer Géza Kocka, o čemu su pisale Subotičke novine od 12. kolovoza 1894. godine. Radovi su zgotovljeni postavljanjem križa na toranj 6. listopada 1894. godine. Proljeća sljedeće godine sastavila je oporuku. Osim što je ostavila imovinu (vrijednu milijun kruna, Neven, 5/1904.), obvezala je župu da na Dan mrtvih služi misu za pokojne članove iz obitelji Vojnić od Bajše.
Ovo je bio vinogradarski kraj. Od župe sv. Petra 1933. je godine ovdje napravljena vikarija, iste godine kad je ova crkva predana bogoslužju. Uz crkvu se nalazila župna kuća koja je srušena, a 1934. uz crkvu je podignut župni stan te osnovana samostalna župa Sv. Križa 1956. godine.